# Махалангур-Гімал
Махалангур-Гімал (неп. महालङ्गूर हिमाल) — найвищий гірський хребет на  Землі.
Знаходиться в  Гімалаях на кордоні Непалу і  Китаю (Тибетський автономний район).
Простягається від перевалу Нангпа Ла між хребтом Ролвалінг Гімал і восьмитисячником Чо-Ойю на схід від річки Арун.

## Географія
В хребет входять восьмитисячники Джомолунгма (8848 м), Лхоцзе (8516 м), Макалу (8481 м) і Чо-Ойю (8201 м).
З тибетської сторони хребта стікають льодовики Ронгбук і Кангшунг, з непальської боку — льодовики Барун, Нгоджамба,  Кхумбу та ін. Всі — притоки річки  Коші через річку Арун на півночі і сході або Дудх-Косі на півдні.
Гірський хребет Махалангур-Гімал може бути підрозділений на 3 частини:
- Макалу — найближчий до річки Арун і по кордону Непалу з Тибетом, включаючи восьмитисячник Макалу (8481 м), вершину Джомолонзо (7804 м) в Тибеті, Макалу II (7678 м), Пік 7199 і приблизно 10 інших вершин висотою понад 6 км.
- Барун-Гімал на південь в Непалі з вершинами Чамланг (7321 м) і Чамланг Східний (7235 м), Пік 7316, Барунцзе (7129 м), Ама-Даблам (6812 м) і приблизно 17 інших висотою понад 6 км.
- Кхумбу-Гімал по межі Непалу з Тибетом на захід від масиву Макалу, включаючи гірський масив Евересту: Джомолунгма (8848 м), Лхоцзе (8516 м), Нупцзе (7861 м), Чангзе (7543 м), Пуморі (7161 м) і Чо-Ойю (8201 м), а також близько 20 інших вершин висотою понад 7 км і 36 заввишки більше 6 км[1].

Кхумбу є найбільш відомою частиною Махалангур-Гімалу, так як знаходиться на шляху доступу по нормальному (Південне сідло
) маршруту на Еверест.

## Панорами

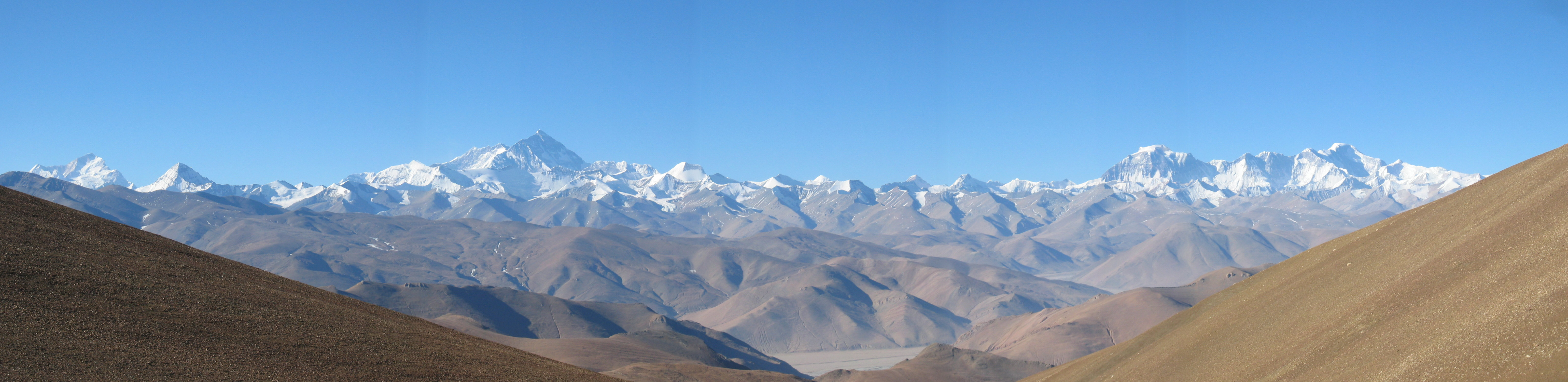
Вид з півночі. Лівіше центру — Джомолунгма, праворуч стіна Гіачунг Канг — Чо-Ойю

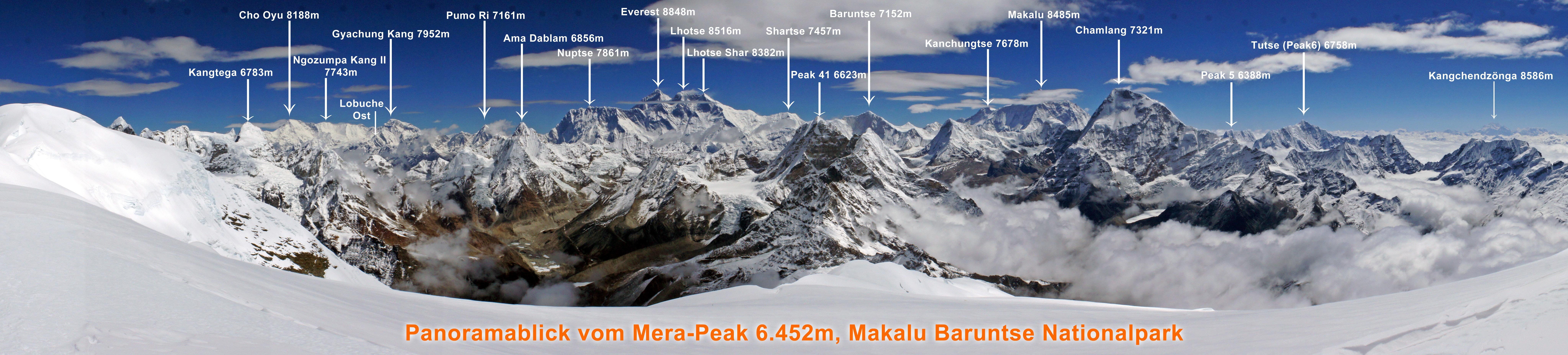
Вид в півдня (з вершини Міра Пік (Гімалаї)

## Ресурси Інтернета
Вікісховище має мультимедійні дані за темою: Махалангур-Гімал
| Китай | Це незавершена стаття з географії КНР. Ви можете допомогти проєкту, виправивши або дописавши її. |

| Непал | Це незавершена стаття з географії Непалу. Ви можете допомогти проєкту, виправивши або дописавши її. |